# 克賴尼亞傑拉日尼亞
50°33′38″N 27°15′26″E / 50.56056°N 27.25722°E
克賴尼亞傑拉日尼亞（烏克蘭語：Крайня Деражня），是烏克蘭北部的村莊，隸屬日托米爾州的茲維亞赫爾區。該村始建於1852年，面積1平方公里，海拔高度219米，2001年人口278，人口密度每平方公里278人。